# Fantastična četvorka: Prvi koraci
Fantastična četvorka: Prvi koraci (eng.: The Fantastic Four: First Steps) nadolazeći je američki film temeljen na timu superheroja „Marvel Comicsa”, Fantastičnoj četvorki. Producirao ga je „Marvel Studios”, a distribuirao „Walt Disney Studios Motion Pictures”, a zamišljen je kao 37. film u Marvelovom filmskom svemiru (MCU) i drugi reboot filmske serije Fantastična četvorka. Film je režirao Matt Shakman prema scenariju: Josha Friedmana, Erica Pearsona, Jeffa Kaplana i Iana Springera. U filmu glume: Pedro Pascal, Vanessa Kirby, Ebon Moss-Bachrach i Joseph Quinn kao glavni tim, uz Juliju Garner, Natashu Lyonne, Paula Waltera Hausera i Ralpha Inesona. U filmu, Fantastična četvorka mora zaštititi svoj retro-futuristički svijet inspiriran 1960-ima od kozmičkog bića Galactusa (Ineson) koje proždire planete.
„20th Century Fox” započeo je rad na novom filmu Fantastična četvorka nakon neuspjeha Fantastične četvorke (2015.). Nakon što je Disney preuzeo studio u ožujku 2019., kontrola nad franšizom prenesena je na „Marvel Studios”, a novi film je najavljen u srpnju. Jon Watts postavljen je za redatelja u prosincu 2020., ali je odstupio u travnju 2022. Shakman ga je zamijenio u rujnu te godine kada su Kaplan i Springer radili na scenariju. Odabir glumaca bio je u tijeku početkom 2023., a Friedman se pridružio kako bi prepisao scenarij u ožujku. Film se razlikuje od prethodnih filmova Fantastične četvorke po tome što izbjegava priču o podrijetlu tima. Pearson se pridružio kako bi doradio scenarij do sredine veljače 2024., kada je objavljena glavna glumačka postava. Snimanje se odvijalo od srpnja do studenog 2024. u Pinewood Studiosu u Engleskoj, te na lokacijama u Engleskoj i Španjolskoj.
Svjetska premijera filma „Fantastična četvorka: Prvi koraci” zakazana je za 21. srpnja 2025., a u Sjedinjenim Državama bit će objavljen 25. srpnja, kao prvi film u šestoj fazi MCU-a. Nastavak je u razvoju.

## Radnja
Na retro-futurističkoj paralelnoj Zemlji-828 inspiriranoj 1960-ima, Fantastična četvorka mora zaštititi svoj svijet od kozmičkog bića koje proždire planete, Galactusa, i njegovog glasnika, Srebrnog letača.

## Glavne uloge
- Pedro Pascal kao Reed Richards / Mister Fantastic
- Vanessa Kirby kao Sue Storm / Nevidljiva žena
- Ebon Moss-Bachrach kao Ben Grimm / Stvar
- Joseph Quinn kao Johnny Storm / Ljudska buktinja
- Julia Garner kao Shalla-Bal / Srebrni letač
- Ralph Ineson kao Galactus